# C/2009 W10 (Hill)
C/2009 W10 (Hill) – kometa jednopojawieniowa zaobserwowana na zdjęciach SOHO przez Michała Kusiaka. Została odkryta 26 listopada 2009 roku. Należy do grupy komet Kreutza.